# رنه اولستاد
رنه اولستاد (به انگلیسی: Renee Olstead) (زاده ۱۸ ژوئن ۱۹۸۹) بازیگر و خواننده آمریکایی است.
از فیلم‌های معروف او می‌توان به بازی در فیلم رفتن از ۱۳ به ۳۰ اشاره کرد.